# Alfred Jermaniš
Alfred Jermaniš est un footballeur international slovène né le 21 janvier 1967. Il évoluait au poste de milieu de terrain. Après sa carrière de joueur, il se reconvertit comme entraîneur.

## Biographie

### En club
Alfred Jermaniš joue en Yougoslavie, en Slovénie, en Autriche, et à Chypre. 
Il inscrit neuf buts en première division slovène lors de la saison 1998-1999, ce qui constitue sa meilleure performance en première division.
Il joue également deux matchs en Coupe de l'UEFA.

### En équipe nationale
Alfred Jermaniš reçoit 29 sélections en équipe de Slovénie entre 1992 et 1998, inscrivant un but.
Il joue son premier match en équipe nationale le 3 juin 1992, en amical contre l'Estonie (score : 1-1 à Tallinn). Il inscrit seul et unique but le 10 février 1994, contre la Tunisie (score : 2-2 à Attard).
Il dispute neuf matchs rentrant dans le cadre des éliminatoires de l'Euro 1996, et trois matchs lors des éliminatoires du mondial 1998.

## Palmarès
Olimpija Ljubljana
- Champion de Slovénie en 1992.

 HIT Gorica
- Champion de Slovénie en 1996.

 Rapid Vienne
- Vainqueur de la Coupe d'Autriche en 1995.

 APOEL Nicosie
- Vainqueur de la Coupe de Chypre en 1997.